# Стоимость переключения
Стоимость переключения или барьеры переключения — это термины, используемые в микроэкономике, стратегическом менеджменте и маркетинге для описания препятствий, которые необходимо преодолеть потребителю для смены поставщика товара или услуги.
Во многих отраслях, потребитель вынужден нести определенные затраты при переключении с одного поставщика на другого. Такие затраты или потери могут выражаться в различных формах.